# Френсіс Суарес
Френсіс Хав'єр Суарез (англ. Francis Xavier Suarez; нар. 6 жовтня 1977) — американський юрист і політик, 43-й мер Маямі, штат Флорида. Він був обраний 7 листопада 2017 року, набравши 86 відсотків голосів і був переобраний 2 листопада 2021 року, набравши 78 відсотків голосів. Він є зареєстрованим республіканцем, але посада мера Маямі позапартійна. Раніше він обіймав посаду комісара міста Маямі (тобто одного з 13 членів муніципалітету Маямі) від округу 4, цю посаду він обіймав після того, як був обраний у другому турі виборів 17 листопада 2009 року. Суарес є сином колишнього мера Маямі та колишнього комісара округу Маямі-Дейд Хав'єра Суареса.
Суарес — перший мер Маямі, який народився в цьому місті. Він також є першим мером, який не народився на Кубі з 1996 року, коли мер Стівен П. Кларк помер на своїй посаді.
Суарес також є віце-головою Організації планування транспорту Маямі-Дейд (TPO) і колишнім президентом Ліги міст округу Маямі-Дейд. У своїй ролі в TPO Суарес виступав за Стратегічний план швидкого транзиту в районі Маямі (SMART), який був одноголосно схвалений. План SMART розширює можливості громадського транспорту в окрузі Маямі-Дейд за допомогою шести основних коридорів і нових автобусних маршрутів.
У червні 2020 року його було обрано американськими мерами на посаду другого віце-президента Конференції мерів США, а в червні 2021 року він був обраний першим віце-президентом цієї організації. Зараз він є президентом Конференції мерів США на 2022—2023 роки. 15 липня 2023 року він має виступити з промовою, яка, як очікується, стане оголошенням про виборчу президентську кампанію.

## Ранні роки і освіта
Найстарший із чотирьох братів і сестер, Суарес є сином Ріти та Хав'єра Суаресів, двічі мера Маямі. Його тітка Лала є матір'ю конгресмена США Алекса Муні із Західної Вірджинії.
Суарес відвідував середню школу Immaculata-LaSalle. Він закінчив навчання в 1996 році та продовжив навчання в Флоридському Міжнародному університеті, здобувши ступінь бакалавра з фінансів увійшовши в 10 % найкращих випускників на своєму курсі. Після закінчення коледжу Суарес вирішив вступити до юридичного коледжу імені Фредріка Дж. Левіна в Університеті Флориди, здобувши ступінь доктора права з відзнакою в 2004 році. Потім він став адвокатом юридичної фірми Greenspoon Marder, яка спеціалізується на корпоративних операціях і операціях з нерухомістю. 

## Кар'єра

### Муніципалітет Маямі (2009—2017)
Суарес був вперше обраний комісаром (тобто одним з 13 членів муніципалітету Маямі) від округу 4 міста Маямі в 2009 році. Загальні вибори замість Томаса Регаладо відбулися 3 листопада 2009 року. Суарес пройшов у другий тур виборів проти Маноло Рейєса, отримавши 44,74 % голосів, а Рейєс отримав 40,50 %. Іншими кандидатами на загальних виборах були Деніс Род, який отримав 5,15 % і Оскар Родрігес-Фонтс з 9,61 %.
Другий тур виборів відбувся 17 листопада 2009 року. Суарес переміг, набравши 51,41 % голосів. У 2011 і 2015 роках він був переобраний без конкурентів

### Мер Маямі (2017–дотепер)
Як мер Суарес контролював фонд муніципальних облігацій на 400 мільйонів доларів, яку іноді називають Miami Forever Bond, спрямована на боротьбу з підвищенням рівня моря та підтримку доступності житла.
У січні 2019 року він сказав Miami Herald, що його трьома основними завданнями на посад мера будуть якість життя, шлях до процвітання та стійкість. Суарес стверджував, що Маямі виграв від його керівництва завдяки новій онлайн-системі дозволів і історично низькому рівню вбивств, серед іншого.
У лютому 2019 року він написав статтю з колишнім генеральним секретарем ООН Пан Гі Муном про те, як Маямі захищається від наслідків зміни клімату.
Суарес є дружнім до криптовалют політиком, який сприяв розвитку Маямі як центру криптовалют. У 2021 році Суарес увійшов до списку «50 найвидатніших лідерів світу» журналу Fortune. У вересні 2021 року він розповів, що його кінцевий план щодо міста Маямі — скасувати податки. Натомість він сподівається профінансувати діяльність міста шляхом випуску та подальшого майнінгу спеціального міського блокчейн-токена під назвою MiamiCoin – що призвело до того, що документаліст і режисер Біллі Корбен назвав його «мером Понці Посталіта». Він також заявив, що Маямі прагне дозволити своїм жителям отримувати зарплату в біткойнах і мати можливість платити податки за допомогою біткойнів. У листопаді 2021 року Суарес став першим політиком США, який отримував свою зарплату в криптовалюті.
Під час виборів губернатора Флориди у 2018 році Суарес голосував проти кандидата від Республіканської партії та остаточного переможця Рона ДеСантіса, а натомість проголосував за свого суперника від Демократичної партії Ендрю Гіллума, що викликало критику з боку колег-республіканців. Суарес не голосував за офіційного висуванця від республіканців Дональда Трампа на президентських виборах 2020 року.
Суарес був переобраний на виборах мера Маямі у 2021 році, отримавши понад 78 % голосів у першому турі.

#### Реакція на пандемію COVID-19
2 березня 2020 року Суарес відреагував на пандемію COVID-19, оголосивши про підготовку до можливого спалаху в Маямі. Хоча в Маямі ще не було зареєстровано жодного випадку, два випадки були підтверджені Центрами з контролю та профілактики захворювань у США (CDC) в інших районах штату Флорида. 4 березня 2020 року. Суарес оголосив про плани скасувати майбутній музичний фестиваль Ultra Music Festival, заявивши, що туристи, які його відвідають, значно підвищать ймовірність зараження COVID-19 у Маямі. 6 березня 2020 року Суарес і муніципальна влада Маямі відреагували на спалах, який на той час призвів до ще більшої кількості підтверджених випадків коронавірусу в штаті Флорида, також скасувавши місцевий фестиваль Калле Очо. Суарес і двоє інших міських чиновників підтвердили це під час прес-конференції.
Суарес заразився вірусом, про що він підтвердив під час інтерв'ю Miami Herald 13 березня 2020 Він був другою людиною, у якої підтверджено зараження в окрузі Маямі-Дейд. Він почав щоденно публікувати відеощоденники в Instagram, показуючи прогресування його інфекції COVID-19.
У липні 2020 року Суарес доручив 39 поліцейським виконувати завдання щодо виконання указу про носіння масок у всьому Маямі.

### Припущення щодо президентських виборів 2024 року
У квітні 2021 року з'явилися повідомлення про те, що Суарес може стати напарником (кандидатом в віце-президенти) потенційної кандидатки в президенти 2024 року Ніккі Хейлі. У звіті The Hill у вересні 2021 року зазначено, що Суарес зацікавлений балотуватися в президенти самостійно. Суарес виступив на телеканалі Fox News у неділю 11 липня, рекламуючи візити до штатів, що першими голосуватимуть на праймаріз, сказавши, що «коли я доношу повідомлення до людей, вони хочуть почути більше». Він закликав людей налаштуватися на промову, яку він має виголосити в бібліотеці Рейгана 15 липня, назвавши її «великою промовою» про «майбутнє нашої країни», що є найяскравішим свідченням оголошення президентської кампанії.